# Mesplède
Mesplède – miejscowość i gmina we Francji, w regionie Nowa Akwitania, w departamencie Pireneje Atlantyckie.
Według danych na rok 1990 gminę zamieszkiwało 358 osób, a gęstość zaludnienia wynosiła 31 osób/km² (wśród 2290 gmin Akwitanii Mesplède plasuje się na 830. miejscu pod względem liczby ludności, natomiast pod względem powierzchni na miejscu 963.).